# Condecoração Austríaca de Ciência e Arte
A Condecoração Austríaca de Ciência e Arte (em alemão: Österreichisches Ehrenkreuz für Wissenschaft und Kunst) é uma condecoração austríaca em ciências e artes.

## História
A condecoração foi instituida por lei federal em maio de 1955 (Federal Law Gazette No. 96/1955 as amended BGBl I No 128/2001).

## Medalha de Ciências e Artes
36 austríacos e 36 estrangeiros vivos é o número de portadores da medalha austríaca de ciências e artes, concedida a 18 cientistas e 18 artistas nacionais e estrangeiros.

### Agraciados
- 1957: Clemens Holzmeister
- 1959: Max Mell, escritor
- 1960: Otto Wilhelm Fischer, ator
- 1961: Herbert von Karajan, maestro; Rudolf von Laun, jurista internacional
- 1964: Edmund Hlawka, matemático; Ernst Lothar, escritor e diretor
- 1966: Ludwig von Ficker, escritor e editor
- 1967: Karl Heinrich Waggerl, escritor; Lise Meitner, físico
- 1971: Fritz Wotruba
- 1972: Elias Canetti, escritor
- 1974: Gottfried von Einem, compositor
- 1975: Hans Tuppy, bioquímico; Robert Stolz, compositor
- 1976: Friedrich Torberg, escritor tradutor; Manfred Eigen,químico
- 1977: Ernst Schönwiese, escritor
- 1978: Hans Nowotny, químico
- 1979: Role Rainer, Max Weiler, artista
- 1980: Alfred Uhl e Marcel Rubin, compositor; Fritz Hochwälder, escritor; Karl Popper, filósofo e teórico da ciência
- 1981: Gertrud Fussenegger, escritora; Werner Berg, pintor
- 1982: Heinrich Harrer, mountaineer; Jacqueline de Romilly, filóloga
- 1983: Hans Plank, pintor
- 1985: Erika Mitterer, escritora
- 1986: Johann Jascha, artista
- 1987: Friederike Mayröcker, escritor
- 1988: Dietmar Grieser, autor e jornalista
- 1990: Ernst Jel, escritor; Hans Hollein
- 1991: H.C. Artmann, escritor
- 1992: Carlos Kleiber, maestro; Krzysztof Penderecki, compositor
- 1993: Margarete Schütte-Lihotzky, Peter Schuster, química; Gottfried Biegelmeier, física; Walter Thirring, física; Albert Eschenmoser, química; Albrecht Schöne, fisiologia; Günther Wilke, química
- 1994: Josef Mikl, pintor
- 1995: Horst Stein, maestro
- 1996: Siegfried Josef Bauer, meteorologista e geofísico
- 1997: Bruno Gironcoli, artista; Kurt Schwertsik, compositor; Hans Hass, biologista; Robert Walter, jurista; Albrecht Dihle, filólogo clássico; Cassos Karageorghis, arqueologista
- 1998: Helmut Denk, patologista
- 1999: Carl Pruscha, Elisabeth Lichtenberger, geógrafa; Karl Acham, sociólogo; Walter Kohn, físico
- 2000: Paul Kirchhof, jurista fiscal e constitucional; Hans Müllejans, reitor; Herwig Wolfram, historiador; Gerardo Broggini, jurista
- 2001: Anton Zeilinger, físico experimental
- 2002: Arik Brauer, pintor, poeta e cantor; Peter Wolf, produtor e compositor nascido na Áustria; Eugen Biser, filósofo da religião; Horst Dreier, filósofo legal; Elliott H. Lieb, físico e matemático; Bogdan Bogdanović
- 2003: Hermann Fillitz, historiador da arte; Wolfgang Schmidt, matemático
- 2004: Klaus Wolff, dermatologista
- 2005: Václav Havel, escritor, dissidente e ex-presidente da República Tcheca; Christian Ludwig Attersee, pintor; Eric Kandel, neurocientista; Peter Palese, virologista
- 2006: Bruno Ganz, ator; Stephen Toulmin, filósofo; Christian Meier, historiador; Pierre Soulages, pintor; Michael Mitterauer, historiador; Stephen Toulmin, filósofo
- 2007: Otto Tausig, ator
- 2008: Marina Abramović, artista performativa
- 2010: Paul Holdengräber, curador
- 2012: Christoph Waltz, ator
- 2013: Gerhard Rühm, autor, compositor
- 2014: Abbas Kiarostami, cineasta, roteirista, fot'ografo

## Cruz Honorária para Ciências e Arte
A Cruz Honorária para Ciências e Artes (em alemão: Ehrenkreuz für Wissenschaft und Kunst) é uma classificação mais baixa, e consiste de graus, o mais alto sendo "Primeira Classe" (em alemão: Erste Klasse). Não há limites para o número de titulares da Cruz Honorária.

### Agraciados
- 2009: Grita Insam, galerista; Hans Werner Scheidl, jornalista e autor; Stefan Größing, cientista do esporte; Bruno Mamoli, especialista em neurologia e psiquiatria
- 2008: Gerhard Haszprunar, zoólogo;Ernst von Glasersfeld, construtivista austro-americano, Michael Ludwig, Michael Kaufmann, diretor de cultura alemã; Reinhard Putz, anatomista; Jessye Norman, soprano americana; Hannes erosch, Ministro das Finanças e Vice Chanceler a.D.
- 2007: Herbert W. Franke, cientista, escritor, artista; Hans Walter Lack, botanista; Josef Burg, escritor; Reginald Vospernik, diretor de colegial; Nuria Nono-Schönberg, Lawrence Schönberg, Ronald Schönberg, as três crianças de Arnold Schoenberg
- 2006: Peter Ruzicka, compositor e diretor artístico alemão, Lothar Bruckmeier, pintor
- 2005: Gottfried Kumpf, pintor, escultor, Georg Ratzinger, maestro de coro, Heinz Zemanek, pioneiro da computação
- 2004: Oswald Oberhuber, artista
- 2003: Erich Schleyer, ator e autor, Günther Granser, economista
- 2002: Fabio Luisi, maestro italiano, Kurt Rudolf Fischer, filósofo, Wolfdietrich Schmied-Kowarzik, filósofo; John Ross, químico; Seiji Ozawa, maestro
- 2001: Klaus-Peter Sattler, compositor, Hermann Maurer, cientista da computação, Walter Homolka, rabino; Hannspeter Winter, físico; Johann Greer, inventor.
- 1999: Peter Simonischek, ator
- 1998: Senta Berger, atriz, Kiki Kogelnik, artista (concedido postumamente)
- 1997: Herbert Willi, compositor; Lucian O. Meysels, autor; Ernest Manheim, sociólogo americano da origem húngara.
- 1989: Norbert Pawlicki, pianist e compositor
- 1987: Alois Hergouth, escritor e poet
- 1984: Frank Sinatra, cantor e ator, Fritz Muliar, ator e diretor, Ludwig Schwarzer, pintor
- 1983: Walter Bitterlich, cientista florestal, Wolf Häfele, físico
- 1980: Alfred Uhl, compositor
- 1977: Wolfgang Rehm, musicólogo
- 1976: Wolfgang Mayer König, escritor
- 1974: Erika Mitterer, escritora; Marcel Rubin, compositor
- 1971: Gustav Zelibor, pianista e maestro
- 1961: Günther Baszel, artista; Ernst Lothar, autor e diretor
- 1960: Karl Schiske, compositor

### Revogação
A revogação desta honraria se tornou possível com a lei austríaca divulgada em Federal Law Gazette No 128/2001, changing Act § 8a.
O melhor exemplo de uma revogação do título é do físico nazi Heinrich Gross. [carece de fontes?]
Em 5 de Agosto de 2008, o Ministro da Ciência austríaco Johannes Hahn decidiu não revogar o título do inventor Johann Greer. [carece de fontes?]